# 曾經我也想過一了百了
曾經我也想過一了百了（日语：／ Boku Ga Shinou To Omottanowa */?）為日本女歌手中島美嘉的第38張單曲，於2013年8月28日由Sony Music Associated Records發行。歌曲由日本樂隊amazarashi的成員秋田弘作曲與填詞，並由出羽良彰編曲。歌曲以「為了描寫濃烈的希望，必須先描寫深層的黑暗」作為創作主題，寫出在經過眾多深沉與負面後，最終迎來光明與期待。
歌曲於發行後獲得音樂評論家的正面評價，包括稱讚中島於歌曲的唱法讓人印象深刻，以及讚賞歌曲擁有宛如祈禱的莊嚴。歌曲於發行前登上有線廣播電台J-Pop歌曲點播榜冠軍，並於發行首週空降Oricon公信榜第17位，其後以10,425張的累積銷量刷新了中島當時單曲的最低紀錄。
曾經我也想過一了百了的音樂影片由丹修一拍攝。影片運用了立體掃瞄等特殊拍攝手法，並加入了插畫家YKBX的畫像，把現實世界的中島與虛擬世界的少女結合在一起。
中島於曾經我也想過一了百了發行後多次在個人演唱會及音樂節上演唱歌曲，並先後在2021年和2025年登上YouTube頻道THE FIRST TAKE及韓國電視節目日韓Top10 Show演唱歌曲。中華人民共和國女演員湯唯、韓國男歌手金在中、台灣男歌手流氓阿德等藝人亦曾翻唱此歌曲。

## 發行背景
2013年1月，中島美嘉發行了復出樂壇後的首張專輯REAL，其後隨即展開以專輯為主題的全國巡迴演唱會「LIVE IS "REAL" 2013～THE LETTER 好想告訴你～」。期間她與創作女歌手中島美雪合作，演唱由對方為自己量身打造的歌曲愛詞，並作為自己於2013年的首張單曲發行。
中島亦主動向搖滾樂隊amazarashi提出合作請求，並希望樂隊能為自己創作一首節奏明快的歌曲。但其後樂隊的主唱秋田弘向中島播放了樂隊一直未有發行的樣本歌曲，並認為這首歌曲肯定很適合中島。被歌曲感動得落淚的中島認為這是一首優秀的作品，並作好自己邊演唱此曲邊落淚的覺悟。中島的工作人員亦跟她的想法一致，決定捨棄原本的創作方向，改為直接採用歌曲。
決定演唱歌曲後，中島最初曾有把歌名改得更加正面的打算，並就新歌名提出多個想法，然而工作人員卻認為沒有更改歌名的需要。聽過工作人員想法的中島打消了原本的念頭，決定保留歌曲原來的名稱〈曾經我也想過一了百了〉。

## 音樂與歌詞
曾經我也想過一了百了由樂隊amazarashi的主音歌手秋田弘創作，並由出羽良彰編曲。這是一首中板節奏的搖滾抒情曲，時長6分22秒。歌曲以降A大調創作，速度為每分鐘168拍。歌曲以「為了描寫濃烈的希望，必須先描寫深層的黑暗」作為創作主題，寫出即使在平凡的日常間充滿著看不見的無奈與憂愁，最後因亮起「希望與深愛的人一起活著走下去」這救贖之光而仍然對世界帶有期待。跟amazarashi其他創作的歌曲意念一樣，歌曲也是寫出在經過眾多深沉與負面後，最終迎來光明與期待。
日本告示牌的平賀哲雄以「曾經我也想過一了百了並不是屬於想要尋死的人的歌，而是祈求深愛的人不要尋死，不想他們不再存在的歌曲」形容歌曲。CD Journal的編輯則以「描述從絕望之中看見的一縷光束的搖滾抒情曲」形容歌曲。

## 發行
曾經我也想過一了百了於2013年8月28日於日本以「首批限定版」及「普通版」兩版本發行CD單曲。兩版本CD均收錄4首歌曲，當中B面歌〈Today〉同樣由秋田創作，這是一首輕快的搖滾曲，以流行的樂隊風格聲音和中島輕鬆的歌聲一改A面歌的莊嚴感。單曲亦收錄作為簡保生命保險廣告曲而製作出「natural edition」的2005年歌曲櫻花紛飛時新版本，而首批限定版則附贈收錄曾經我也想過一了百了音樂影片的DVD。單曲同時上架數碼平台，而同名曲則提早於8月14日率先提供手機鈴聲下載。〈曾經我也想過一了百了〉的台灣版單曲於8月30日由台灣索尼發行，收錄內容與日本首批限定版一致。韓國索尼於同年9月12日發行韓國版單曲，收錄內容與日本普通版一致。2021年12月22日，中島於《THE FIRST TAKE》的歌曲表演音源上架數位平台。

## 專業評價
曾經我也想過一了百了於發行後獲得音樂評論家的正面評價。《CD Journal》的編輯讚賞中島於歌曲的唱法讓人印象深刻，並指歌曲把中島達到作為歌手的新境地。日本告示牌的平賀哲雄認為中島就像歌曲的名稱一樣曾經想過一了百了，因此才能如此投入歌曲之中。他亦讚賞歌曲是一首究極的情歌，並稱自己在下班夜歸時邊聽著歌曲邊落淚。
EMTG Music的伊藤亞希認為中島美嘉跟amazarashi就像是影子跟影子的合作一樣，而在歌曲裡的「影子」則是為了描繪出亮眼的光芒而存在的陰影。她亦讚賞中島在歌曲裡的聲樂比起以往的情歌更加陽光，而這份陽光則給予歌曲更多真實性。MANTANWEB的編輯讚賞中島的歌曲充滿著仿佛就在身旁的親密與溫度，並以溫柔的光芒照耀著曲中的世界，以及擁有宛如祈禱的莊嚴。

## 商業成績
在Oricon公信榜，曾經我也想過一了百了發行首週空降單曲排行榜第17位，與前作愛詞的排名一樣，為中島當時除了與專輯YES 愛的諾言同日發行的真實的自我（第18位）以外最低排名的單曲。歌曲累積銷量達10,425張，並在榜單逗留了7週。歌曲刷新中島當時發行單曲的最低銷量，直至被翌年發行的花束取代。
在日本告示牌，歌曲發行首週空降日本熱門100金曲榜第50位，並於次週下降至第75位。歌曲亦於首週空降單曲實體銷售排行榜第13位。歌曲於次週下降至第50位，並於第三週下降至第81位。歌曲亦在發行前登上有線廣播電台J-Pop歌曲點播榜冠軍位置，成為中島繼愛詞後連續第二首登上榜單冠軍的歌曲。

## 音樂影片
曾經我也想過一了百了的音樂影片由丹修一負責拍攝，此前丹亦曾拍攝中島的ONE SURVIVE與一個人等的音樂影片。影片於2013年7月上旬在多摩川的河床取景拍攝，並且為了真實表達出歌詞裡心中的陰暗而沒有進行任何室內拍攝。影片的主題為不能普通地看著「天空、雲與風」等原本普通的風景，以表達出心中的痛楚。

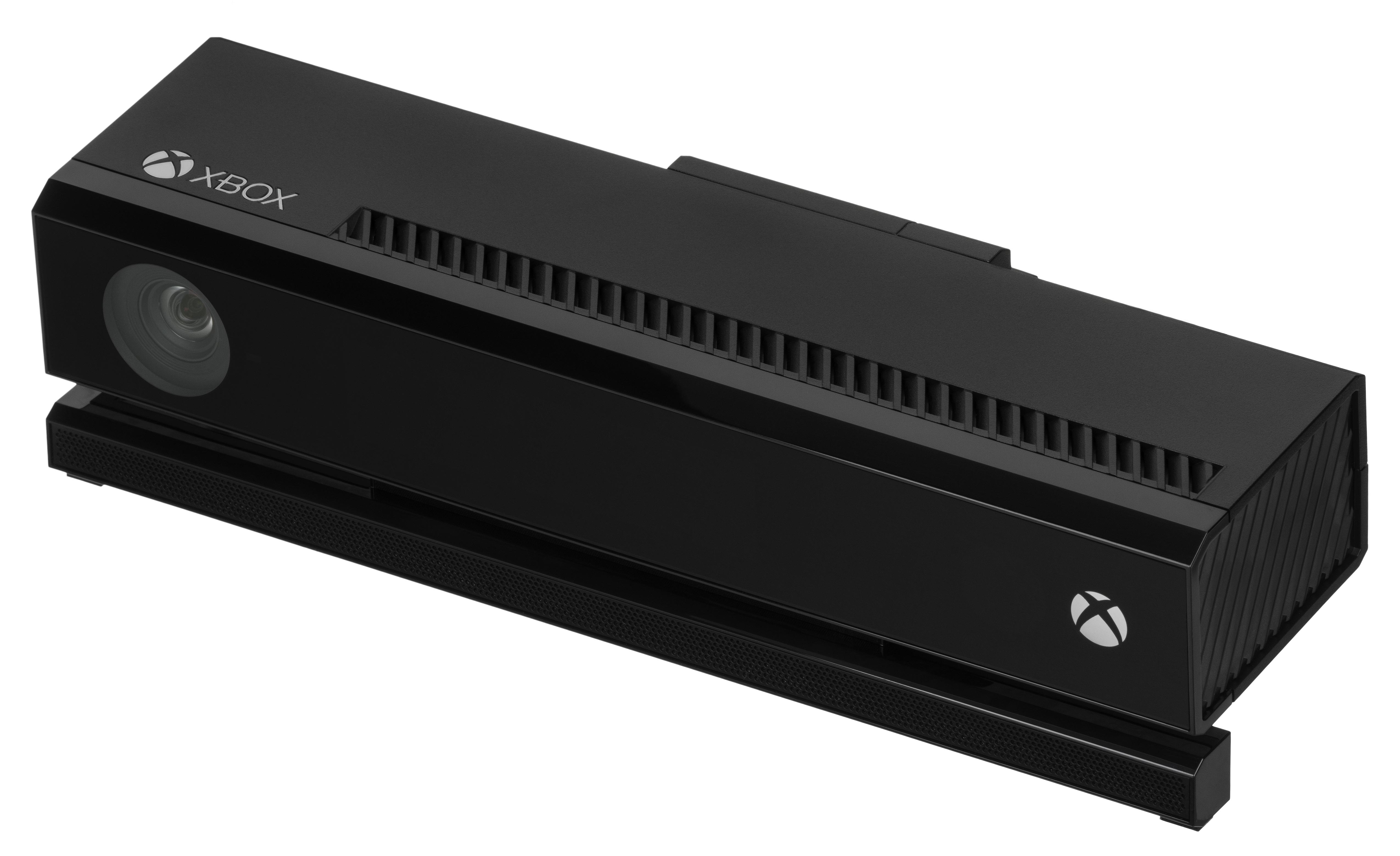
的音樂影片運用了在Kinect（圖）使用的紅外線感應位置的拍攝手法

影片運用了在Kinect使用的紅外線感應位置的拍攝手法，在特殊的感應器拍攝下讓中島與背景立體化，並把機械般的電腦圖學與真人融合在一起。影片亦使用了立體掃瞄的拍攝手法，在中島的臉上每隔3公分貼上記號，藉此拍攝出中島臉部浮動的效果。影片亦使用了曾經負責初音未來美術設計的插畫家YKBX的畫像，加入了同樣在歌曲封面出現的少女角色，把現實世界的中島與虛擬世界的少女結合在一起。
中島的官方網站於8月5日公開了曾經我也想過一了百了的完整音樂影片，並作48小時限定播放。完整影片其後收錄於單曲首批限定版的DVD，以及音樂影片選集《FILM LOTUS Ⅸ》中。中島的官方頻道亦於YouTube公開了歌曲的短版音樂影片，截至2025年3月觀看量已突破540萬次。

## 現場表演
曾經我也想過一了百了成為中島美嘉多次現場表演的歌曲之一。從發行年起至2025年間，中島於每年的個人演唱會與音樂節等現場表演上均曾演唱歌曲，僅2020年除外。2021年11月，中島登上YouTube頻道THE FIRST TAKE演唱曾經我也想過一了百了，為她首次於演唱會以外的地方該曲。中島其後於同年發行的翻唱專輯《MESSAGE ～Piano & Voice～》以附贈曲形式收錄此曲。2025年，她於韓國每日放送於1月6日播映的電視節目日韓Top10 Show演唱曾經我也想過一了百了，為她首次在電視節目上演唱該曲。

## 翻唱版本
曾經我也想過一了百了的創作者秋田弘所屬的搖滾樂隊amazarashi於2016年以自彈自唱方式自翻唱了歌曲，並收錄於中島美嘉的致敬專輯MIKA NAKASHIMA TRIBUTE中。樂隊亦於同年在迷你專輯虛無病中以新編曲再次翻唱了歌曲。中國大陸女演員湯唯亦於同年翻唱此歌曲，中文版歌曲取名為我曾經也想過一了百了，並作為自己主演的電影北京遇上西雅圖之不二情書的主題曲。
2018年，韓國男歌手金在中於在日本橫濱體育館舉行的個人演唱會「The Reunion in Memory」上，從事前募集的點唱歌曲裡挑選了曾經我也想過一了百了翻唱，並藉歌曲表達對歌迷的感謝。中島亦於同年以原音樂風格重新錄製了歌曲，並收錄於自翻唱專輯《PORTRAIT ～Piano & Voice～》中。台灣男歌手流氓阿德亦於同年以台語改編歌詞翻唱歌曲，收錄於他的專輯溫一壺青春下酒。2021年12月，韓國男子團體BTOB成員李昌燮於企劃成為你的Melody中翻唱此曲。

## 收錄曲目
| - CD單曲、線上下載、串流媒體 1. 曾經我也想過一了百了 – 6:22 2. Today – 5:31 3. 櫻花紛飛時（natural edition） – 4:50 4. 曾經我也想過一了百了（Instrumental） – 6:20 - CD+DVD單曲 1. 曾經我也想過一了百了 – 6:22 2. Today – 5:31 3. 櫻花紛飛時（natural edition） – 4:50 4. 曾經我也想過一了百了（Instrumental） – 6:20 5. 曾經我也想過一了百了（Music Video） – 6:22 | - 線上下載、串流媒體 – THE FIRST TAKE版 1. 曾經我也想過一了百了- From THE FIRST TAKE – 6:50 |

## 製作名單
資料來自曾經我也想過一了百了內頁。

| 曾經我也想過一了百了 - 中島美嘉 – 主聲樂 - 秋田弘 – 作曲、填詞 - 出羽良彰 – 聲音製作、編曲、全伴奏、編程 - KAZCO – 和聲 - 藤田敦、公文英輔 – 錄製 - 大西義明 – 混音 - 酒井秀和 – 母帶 | Today - 中島美嘉 – 主聲樂 - 秋田弘 – 作曲、填詞 - 出羽良彰 – 聲音製作、編曲、全伴奏、編程 - 灰野愛子 – 和聲 - 藤田敦 – 錄製 - 大西義明 – 混音 - 酒井秀和 – 母帶 |

## 榜單排名
| 週榜單（2013年）                     | 最高 位置 |
| ------------------------------------ | --------- |
| 日本（Oricon單曲排行榜）             | 17        |
| 日本告示牌百强单曲榜）               | 50        |
| 日本（日本《告示牌》最佳單曲銷售榜） | 13        |
| 日本（有線廣播電台J-Pop歌曲點播榜）  | 1         |

## 資料來源
1. 1 2 3 4 5  . OK Music. 2013-08-20  [2020-01-09]. （原始内容存档于2021-02-11） （日语）.
2. ↑  . EMTG. 2013-08-05  [2020-01-09]. （原始内容存档于2020-01-24） （日语）.
3. ↑  . OK Music. 2013-05-24  [2020-01-09]. （原始内容存档于2021-02-11） （日语）.
4. ↑  金子厚武. . Cinra. 2013-11-21  [2020-01-09]. （原始内容存档于2021-02-11） （日语）.
5. ↑  . Billboard JAPAN. 2013-07-09  [2020-01-09]. （原始内容存档于2021-02-11） （日语）.
6. 1 2  . barks. 2013-07-09  [2020-01-09]. （原始内容存档于2021-02-11） （日语）.
7. 1 2   (單曲內頁). 中島美嘉. 日本索尼音樂娛樂. 2013-08-28 （中文（臺灣））.
8. 1 2 3 4  . Mantanweb. 2013-08-29  [2020-01-10]. （原始内容存档于2021-02-11） （日语）.
9. 1 2 3  . ヨドバシ.   [2020-01-09]. （原始内容存档于2020-01-12） （日语）.
10. ↑  . Tunebat.   [2021-01-21]. （原始内容存档于2021-02-11） （英语）.
11. ↑  簡立言. . Yahoo Taiwan. 2016-06-30  [2020-01-09] （中文（臺灣））.
12. 1 2  平賀哲雄. . Billboard JAPAN. 2013-08-28  [2020-01-10]. （原始内容存档于2016-03-27） （日语）.
13. 1 2  . CD Journal.   [2020-01-10]. （原始内容存档于2021-02-06） （日语）.
14. ↑  . HMV. 2013-07-09  [2020-01-10]. （原始内容存档于2024-09-01） （日语）.
15. ↑  . . 2013-08-14  [2020-01-10]. （原始内容存档于2013-10-14） （日语）.
16. 1 2  . iTunes Store. 2013-08-28  [2018-06-28]. （原始内容存档于2015-05-25） （日语）.
17. 1 2  . Apple Music. 2013-08-28  [2020-01-09]. （原始内容存档于2020-01-12） （日语）.
18. ↑  . うたまっぷ. 2013-08-14  [2020-01-10] （日语）.
19. ↑  . 博客來. 2013-08-30  [2022-02-10] （中文（臺灣））.
20. ↑  . 예스24. 2013-09-12  [2022-02-10] （韩语）.
21. 1 2  . OTOTOY. 2021-12-22  [2025-01-09]. （原始内容存档于2023-01-21） （日语）.
22. 1 2  . Apple Music. 2021-12-22  [2022-01-09] （日语）.
23. 1 2  伊藤亜希. . EMTG Music. 2013-08-28  [2020-01-10]. （原始内容存档于2020-02-02） （日语）.
24. 1 2  . Oricon.   [2020-01-10]. （原始内容存档于2020-01-12） （日语）.
25. ↑  . Oricon. 2013-08-29  [2020-01-10]. （原始内容存档于2020-01-12） （日语）.
26. ↑  . Oricon.   [2020-01-10]. （原始内容存档于2021-02-11） （日语）.
27. ↑  . Oricon.   [2020-01-10]. （原始内容存档于2011-02-15）.
28. ↑  . Oricon.   [2020-01-10]. （原始内容存档于2021-02-11） （日语）.
29. ↑  . Oricon.   [2020-01-10]. （原始内容存档于2021-02-11） （日语）.
30. 1 2  . Billboard JAPAN.   [2020-01-10]. （原始内容存档于2021-02-11） （日语）.
31. ↑  . Billboard JAPAN.   [2020-01-10] （日语）.
32. 1 2  . Billboard JAPAN.   [2020-01-10]. （原始内容存档于2021-02-11） （日语）.
33. ↑  . Billboard JAPAN.   [2020-01-10] （日语）.
34. ↑  . Billboard JAPAN.   [2020-01-10]. （原始内容存档于2021-02-11） （日语）.
35. 1 2  . mFound. 2013-08-28  [2020-01-10]. （原始内容存档于2021-02-06） （日语）.
36. 1 2 3  大嶋良明.  . 日本: 法政大学国際文化学部. 2015-04: 244. ISSN 1346-2164 （日语）.
37. ↑  . Mika Nakashima official website.   [2020-01-12]. （原始内容存档于2021-02-06） （日语）.
38. 1 2 3 4 5 6  . Crank-in. 2013-08-05  [2020-01-12]. （原始内容存档于2021-02-06） （日语）.
39. ↑  . CCSX Makes ACG NEWS 支店. 2012-12-21  [2020-01-12]. （原始内容存档于2021-02-11） （中文（臺灣））.
40. ↑  . 台灣索尼音樂娛樂股份有限公司.   [2020-01-12] （中文（臺灣））.
41. ↑  . OK Music. 2013-08-05  [2020-01-12]. （原始内容存档于2021-02-11） （日语）.
42. ↑  . ヨドバシ.   [2020-01-12]. （原始内容存档于2020-01-12） （日语）.
43. ↑  . 中島美嘉 Official YouTube Channel. 2013-08-06  [2025-03-15]. （原始内容存档于2025-03-15） （日语）.
44. ↑  曾經我也想過一了百了從2013年至2025年的現場表演：
  - . OK Music. 2013-07-29  [2020-01-10]. （原始内容存档于2021-02-11） （日语）.
  - . . 2014-12-30  [2020-01-10] （日语）.
  - . ナタリー. 2015-09-07  [2020-01-10]. （原始内容存档于2021-02-11） （日语）.
  - . ナタリー. 2016-01-11  [2020-01-10]. （原始内容存档于2021-02-11） （日语）.
  - . Music Lounge. 2018-01-16  [2020-01-10]. （原始内容存档于2021-02-11） （日语）.
  - . 迷迷音. 2018-12-08  [2020-01-10]. （原始内容存档于2021-02-11） （中文（臺灣））.
  - . LiveFans.   [2020-01-10] （日语）.
  - . がルポ. 2021-08-31  [2022-01-10]. （原始内容存档于2021-08-31） （日语）.
  - 森, 朋之. . Barks. 2022-09-14  [2025-01-10]. （原始内容存档于2022-12-10） （日语）.
  - 森, 朋之. . Vocal Magazine. 2023-09-21  [2025-01-10] （日语）.
  - Julian. . 關鍵評論網. 2024-11-03  [2025-01-10]. （原始内容存档于2025-01-12） （中文（臺灣））.
  - 陳, 雅蘭. . NOWnews今日新聞. 2025-03-01  [2025-03-10]. （原始内容存档于2025-03-02） （中文（臺灣））.
45. ↑  . 音樂電視網. 2021-11-22  [2025-03-10] （中文（臺灣））.
46. ↑  . Spice. 2021-11-26  [2025-01-10]. （原始内容存档于2022-01-23） （日语）.
47. ↑  서병기. . 헤럴드경제. 2025-01-07  [2025-03-15]. （原始内容存档于2025-03-15） （韩语）.
48. ↑  . OK Music. 2016-09-20  [2020-01-10]. （原始内容存档于2021-02-11） （日语）.
49. ↑  . OK Music. 2016-09-28  [2020-01-10]. （原始内容存档于2021-02-11） （日语）.
50. ↑  . 大紀元. 2016-04-25  [2020-01-10]. （原始内容存档于2021-02-11） （中文（臺灣））.
51. ↑  . girlswalker. 2018-07-27  [2020-01-10]. （原始内容存档于2021-02-11） （日语）.
52. ↑  . M-ON. 2018-09-26  [2020-01-12]. （原始内容存档于2021-02-06） （日语）.
53. ↑  戴居. . Medium. 2018-12-05  [2021-01-21]. （原始内容存档于2018-12-05） （中文（臺灣））.
54. ↑  . YouTube.   [2021-12-11]. （原始内容存档于2021-12-11） （韩语）.
55. ↑  . ヨドバシ.   [2025-01-09] （日语）.